# 朱為潮
朱为潮（1870年—1925年）字济丞，今广西博白县松旺镇茂山村人。中华民国政治人物。

## 生平
朱为潮出生在一个仕宦家庭，自幼随父亲在南昌县等地念书。20多岁时，朱为潮诗文俱佳。清朝光绪中叶，朱为潮多次回到家乡参加乡试，但均未中。此后他投笔从戎，光绪十七年（1891年）投广西边防军某将领手下任幕僚，获上司赏识，被举为县丞。不久，又因立下军功而升任广东省曲江县知县。时逢两广总督岑春煊推动“肃清吏治、整理财政、兴学练兵”新政，朱为潮遂积极办学堂、整顿赋税、取消丁役等，获岑春煊赏识，先后被任命为广宁县、英德县、顺德县等县知县。在担任顺德县知县期间，他镇压了民众的反清斗争，清廷正准备将他论功擢升，但因辛亥革命爆发，同年冬广东宣布独立，朱为潮乃回到家乡。
中华民国成立后，1912年2月陆荣廷任广西都督，朱为潮获朋友林绍斐、林俊廷举荐，受陆荣廷器重。当时，陆荣廷准备将广西省会自桂林迁到南宁，遂爆发了“迁省”争议，朱为潮努力争取到多数人的支持，很快就实现了省会的迁移。1913年，朱为潮获任命为广西都督府秘书厅长，军事高等顾问。同年冬，任镇南观察使兼龙州关监督等职。同年，朱为潮被陆荣廷派为广西代表，参加政治会议。1914年，朱为潮升任广东钦廉道道尹。此后历任粤海道道尹兼禁烟督察局总办、巡按使署总文案、琼崖道尹兼琼海关监督、高雷道道尹等职。1918年秋，广东省发生洪灾，广东省政府任命朱为潮为筹账处总办，主持救灾。1920年，朱为潮以母亲生病为由辞职回到家乡。
1925年4月23日，朱为潮病逝。

## 著作
- 一鹤轩诗文集[1]

## 家庭
- 祖父：朱允惇，清朝道光年间进士，历任吏部稽勋司主事、四川嘉定府知府等职务。[1]
- 父：朱锡祁，江西南昌县、上饶县等县知县。[1]